# Mercado de derivados
El mercado de derivados financieros es el espacio (físico y/o virtual) donde se intercambian contratos de instrumentos o derivados financieros. Existen dos tipos de comercios,  los negociados en bolsa, y los  extrabursátiles. La naturaleza de los derivados financieros hace de su existencia una gran variedad, por ello las personas pueden invertir tanto en el mercado organizado como en el mercado no organizado. 

## Tipos de mercados

### Mercados oficiales.
También llamado Mercado organizado de derivados financieros, en éste  las partes deben negociar los contratos en una plataforma o sistema de negociación electrónicos. Los contratos son estandarizados, por lo cual las partes no pueden modificar su contenido, ya sea en cuanto al precio, plazo, tipo de activo subyacente o vencimiento. La principal razón de la normalización es la necesidad de mantener un orden en el sistema de negociación y de evitar acontecimientos que puedan afectar la liquidez del mercado. Las partes sólo pueden realizar ofertas de determinados contratos ya seleccionados por la administración del mercado. Además, se encuentran obligadas a cumplir con ciertos requisitos, como por ejemplo, la suscripción de un contrato de prestación de servicios financieros con una contraparte central y la representación de un agente o corredor de valores para actuar en el mercado. 
En los mercados oficiales día a día se liquidan los contratos de derivados financieros abiertos sin importar la fecha de vencimiento, lo que facilita la información respecto de los precios de mercado de los diferentes activos subyacentes negociados. Esta herramienta resulta muy útil para aquellos inversionistas que buscan salir anticipadamente de la posición creada en el mercado.
Principalmente existen dos tipos de mercados oficiales, los mercados de futuros y los mercados de opciones. 

### Mercado no organizado de derivados financieros o mercados al contado (over the counter).
En el mercado al contado las partes pueden discutir libremente el contenido de un contrato de derivado financiero, es decir, los contratos no están estandarizados. Sin embargo, en este mercado las partes pueden convenir en el uso de condiciones generales para la contratación cuando exista un gran número de contratos. Las partes, al igual que en el mercado organizado, pueden operar representadas por un agente de valores y contratar los servicios de una contraparte central para la compensación y liquidación de los derivados financieros.
Actualmente se ha iniciado una reforma a la plataforma y a las exigencias para negociar derivados financieros en el mercado no organizado, entre ellas destacan la implementación de sistemas de negociación electrónicos y la creación de un registro de las operaciones en las cámaras de contraparte central.
Principalmente los contratos forwards, swaps y de opciones no bursátiles son negociados y transados en estos mercados.

## Regulación
La regulación de estos mercados le corresponde principalmente a las agencias de valores mediante normas reguladoras y el uso de sus facultades establecidas en leyes.

## Controversia acerca de la crisis financiera subprime
Los mercados de derivados financieros han sido apuntados por la mayoría de los expertos como una de las causas de la Crisis subprime de 2008. La crítica trata específicamente del uso de los Credtit Default Swaps (CDS), instrumentos financieros negociados en el mercado al contado y definidos como un tipo de instrumento de deuda. Se ha dicho que las operaciones de apalancamiento han generado una apariencia irracional acerca del riesgo de las operaciones, y que las obligaciones emanadas de la compensación de estos instrumentos apareció como un factor que afectó el balance del mercado. Las reformas financieras del G-20 apuntaron a los siguientes temas:
- Mayores estándares de capital
- Una gestión de riesgos más sólida
- Vigilancia internacional de las empresas financieras
- Reglas de capital dinámico